# Ciao
La parola ciao (AFI: [ˈt͡ʃaːo]) è la più comune forma di saluto amichevole e informale della lingua italiana. Essa è utilizzata sia nell'incontrarsi, sia nell'accomiatarsi, rivolgendosi a una o più persone a cui si dà del tu. Un tempo diffusa soprattutto nell'Italia settentrionale, è divenuta anche di uso internazionale.
In riferimento ai bambini, "fare ciao" indica un gesto di saluto ottenuto aprendo e chiudendo la mano o agitando la mano. "Ciao" è anche un'espressione metaforica e informale per indicare la fine sicura di qualcosa (es. "si è stancato della moglie e ciao").

## Etimologia
"Ciao" è entrato nella lingua italiana solo nel corso del Novecento. Deriva infatti dal termine veneto (più specificamente veneziano) s'ciao ([ˈst͡ʃao]), proveniente dal tardolatino sclavus, traducibile come "[sono suo] schiavo". Si trattava di un saluto assolutamente reverenziale, variamente attestato nelle commedie di Carlo Goldoni in cui viene pronunciato con sussiego da nobili altezzosi e cicisbei; ne La locandiera, ad esempio, il Cavaliere di Ripafratta si congeda dagli astanti con «Amici, vi sono schiavo», espressione usata anche da Don Roberto nella commedia La dama prudente (atto I, scena VI).
Nonostante ciò, a partire dall'Ottocento si diffuse come saluto informale. Nello stesso periodo cominciò a penetrare nella lingua italiana, tanto che nel suo Dizionario della lingua italiana Niccolò Tommaseo constatava – con un certo rammarico – come anche in Toscana qualcuno cominciasse ad usare la formula "vi sono schiavo".
Fu tuttavia la forma "ciao" a fare fortuna e nel secolo successivo si diffuse in tutta la Penisola.
Un'etimologia analoga ha il saluto informale servus diffuso nell'Europa centrale.

## L'uso della parola "ciao" nelle altre lingue
La parola si è diffusa per il mondo a seguito delle migrazioni degli italiani, ed è entrata come saluto informale anche nel lessico di numerose altre lingue, quasi sempre unicamente per il commiato. Questa sezione elenca alcuni casi in cui la parola "ciao" o parole derivate da essa sono entrate nel lessico informale di altre lingue.
- albanese: çao/qao;
- bosniaco: ćao[5];
- bulgaro: чао (čao, più usato nel commiato);
- ceco: čau (sia nell'incontro sia nel commiato)[6];
- esperanto: ĉaŭ (più usato nel commiato; raramente nell'incontro);[7] il saluto, non ufficiale,[8] è più diffuso tra i raumisti e, in particolare, tra i membri della Civitas esperantica.[9]
- estone: tšau (sia nell'incontro sia nel commiato);
- francese: tchao (nel commiato);
- giapponese: チャオ (chao, sia nell'incontro sia nel commiato) o チャオチャオ (chao chao, raramente usato nel commiato);
- interlingua: ciao (nel commiato);
- lettone: čau (sia nell'incontro sia nel commiato)[6];
- lituano: čiau (più usato nel commiato; raramente nell'incontro);
- macedone: чао (čao, nel commiato);
- maltese: ċaw (nel commiato); anche ċaw ċaw (nel commiato);
- nahuatl moderno: jao, anche se usato molto molto raramente.
- portoghese: tchau (nel commiato); in Portogallo, si usa anche chau chau; in Brasile, si usa anche la forma diminutiva tchauzinho[10];
- romeno: ciao o raramente ciau (più usato nel commiato; raramente nell'incontro);
- russo: чао (čao, nel commiato); si usa anche uno scherzoso чао-какао;
- sardo: ciao (usato nell'incontro), salude (usato nel commiato)
- serbo e croato: ћао o ćao (sia nell'incontro sia nel commiato), usato anche ћаос о ćaos;
- slovacco: čau (più usato nel commiato; raramente nell'incontro);
- sloveno: čau (sia nell'incontro sia nel commiato); anche čau čau (nel commiato);
- spagnolo, specialmente in America Latina, ma anche in Spagna, nel linguaggio giovanile: chao o, più raramente chau (usato soprattutto nel commiato);
- tedesco: tschau (solo nel commiato)[11];
- turco: çav (nel commiato).[12]

In vietnamita, infine, viene usato chào sia nell'incontro, sia nel commiato. Tuttavia, il termine vietnamita deriva dal cinese 朝S, cháoP, lett. "incontrare", ed è dunque per coincidenza che in vietnamita si usi un termine simile all'italiano "ciao".